# Exochus lictor
Exochus lictor är en stekelart som beskrevs av Alexander Henry Haliday 1838. Exochus lictor ingår i släktet Exochus och familjen brokparasitsteklar. Arten är reproducerande i Sverige.

## Underarter
Arten delas in i följande underarter:
- E. l. scitulus
- E. l. hebes